# Indywidualny zestaw autostrzykawek
Indywidualny zestaw autostrzykawek, skr. IZAS – zestaw leków umieszczonych w autostrzykawkach, które przeznaczone są do stosowania u ludzi narażonych na zatrucie związkami o działaniu paralityczno-drgawkowym, tj. związkami V (np. VX), związkami G (np. tabunem, sarinem, somanem) czy pestycydami fosforanoorganicznymi. Zestaw ten wydawany jest głównie żołnierzom Sił Zbrojnych Rzeczypospolitej Polskiej podczas operacji wojskowych poza granicami kraju. Jest również na wyposażeniu niektórych służb państwowych (Służby Ochrony Państwa).

## IZAS-05

### Zawartość
Indywidualny Zestaw Autostrzykawek z 2005 roku (IZAS-05) jest modyfikacją wcześniejszych wersji: IZAS-02 z 2002 roku i IZAS-95 z 1995 roku. W jego skład wchodzą trzy autostrzykawki umieszczone w zbiorczym opakowaniu z tworzywa sztucznego i oznaczone różnymi kolorami: brązowa z żółtą nakrętką zawiera atropinę i pralidoksym, żółta – atropinę, a szara – diazepam. Ponadto, na indywidualnym wyposażeniu w osobnym opakowaniu znajduje się również czerwona autostrzykawka z morfiną.
| Kolor                    | Oznaczenie           | Zawartość                                             | Opis |
| ------------------------ | -------------------- | ----------------------------------------------------- | --- |
| brązowa z żółtą nakrętką | PRALIDOKSYM+ATROPINA | 2 mg siarczanu atropiny i 600 mg chlorku pralidoksymu | atropina: działanie cholinolityczne (przeciwne do acetylocholiny), pralidoksym: reaktywacja acetylocholinoesterazy |
| żółta                    | ATROPINA             | 2 mg siarczanu atropiny                               | dodatkowa dawka w przypadku wystąpienia objawów zatrucia po podaniu pierwszej dawki atropiny                       |
| szara                    | DIAZEPAM             | 10 mg diazepamu                                       | działanie przeciwdrgawkowe, rozluźniające mięśnie i uspokajające                                                   |
| czerwona                 | MORFINA              | 20 mg siarczanu morfiny                               | silne działanie przeciwbólowe                                                                                      |

Wcześniejsze wersje IZAS-05 posiadały inne opakowania (np. opakowanie z tworzywa przypominało pudełko na okulary) bądź inne kolory (autostrzykawka z atropiną i pralidoksymem była koloru zielonego, a z diazepamem – niebieskiego). Zamiast pralidoksymu stosowano również obidoksym.

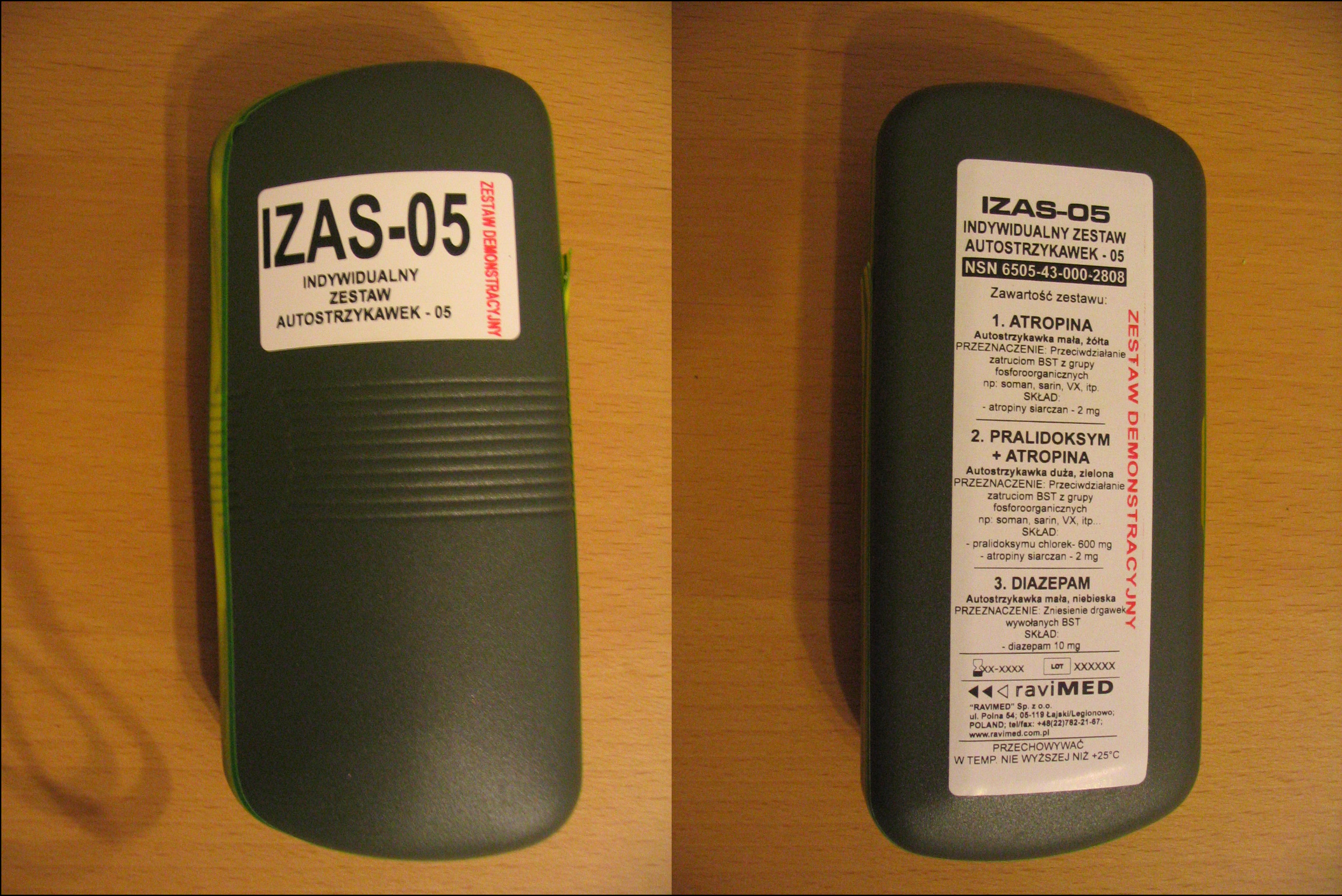
Indywidualny zestaw autostrzykawek IZAS-05
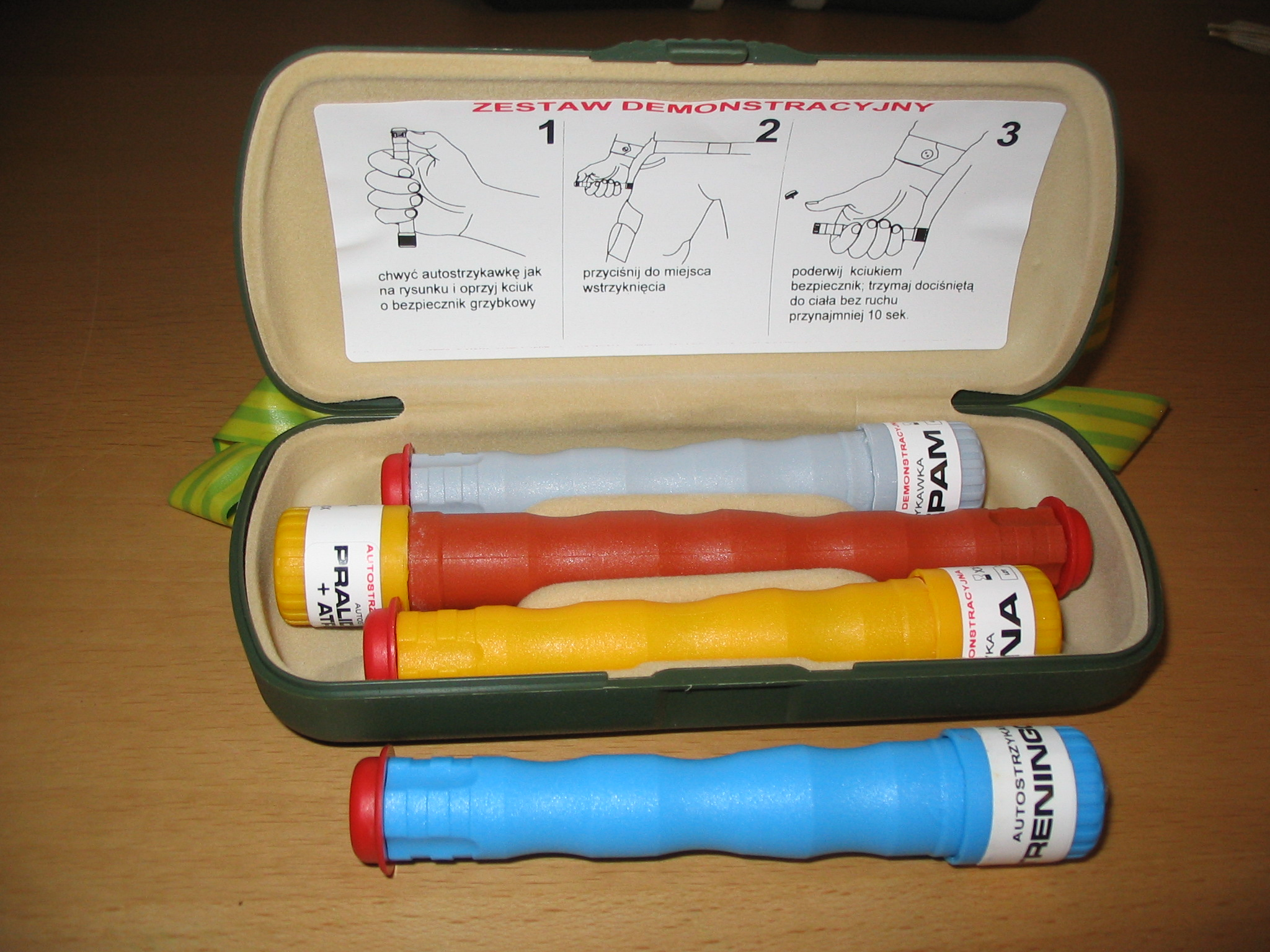
Indywidualny zestaw autostrzykawek treningowych IZAS-05 (poza futerałem treningowa niebieska)

### Zasady użycia
Leki w autostrzykawkach podaje się domięśniowo w udo lub w pośladek, przy czym możliwe jest podanie leków zarówno przy odsłoniętej skórze, jak i przez odzież (co może skrócić czas potrzebny na podanie leków). Opróżnienie autostrzykawek po wkłuciu następuje w czasie do 10 sekund. W zależności od nasilenia objawów zatrucia środkami paralityczno-drgawkowymi, możliwe jest samodzielne użycie autostrzykawek przez poszkodowanego (przy łagodnym zatruciu) bądź też konieczna jest pomoc drugiej osoby (tzw. buddy aid).
W pierwszej kolejności stosowana jest autostrzykawka brązowa, zawierająca atropinę i pralidoksym. Kolejna dawka atropiny z żółtej autostrzykawki może być podana, jeżeli w ciągu 10–15 minut od poprzedniej dawki nadal występują objawy zatrucia środkami paralityczno-drgawkowymi, jednak nie powinna być podana w przypadku, gdy w ciągu 5–10 minut od poprzedniej dawki wystąpiło znaczne przyspieszenie pracy serca u poszkodowanego oraz znaczna suchość w ustach.
Diazepam zawarty w szarej autostrzykawce podaje się wyłącznie w przypadku ciężkich zatruć środkami paralityczno-drgawkowymi, w sytuacji, gdy u poszkodowanego pojawiły się drgawki bądź też jeszcze się nie pojawiły, ale otrzymał on trzy dawki atropiny (łącznie z dawką z brązowej autostrzykawki). Podanie diazepamu wymaga pomocy drugiej osoby.
Morfinę w czerwonej autostrzykawce podaje się w przypadku znacznego bólu („ciężkiego do zniesienia”) w związku z poważnymi obrażeniami ciała (np. rozległymi ranami, złamaniami, oparzeniami). Leku tego nie podaje się w przypadku zatrucia środkami paralityczno-drgawkowymi, a także w przypadku obrażeń układu oddechowego (postrzał okolicy klatki piersiowej, oparzenia dróg oddechowych).